# Wahoub Fayoumi
Wahoub Fayoumi est une journaliste belge d'origine libanaise née en 1973. Elle a fait ses études à l'Université Libre de Bruxelles.

## Carrière
Après des études de sciences politiques, Wahoub Fayoumi travaille à l’administration générale de l’Enseignement et de la Recherche scientifique de la Communauté française, dans le cabinet de Françoise Dupuis.
En 2005, elle passe l'examen de journaliste à la RTBF et, en 2006, elle y est engagée comme journaliste. 
Le 5 juin 2008, elle est arrêtée sous l'inculpation de participation à une organisation terroriste. Le 26 juin 2008 elle est libérée. Suspendue à la suite de cette inculpation, elle sera affectée au service documentation temporairement.
Elle travaille actuellement à la rédaction internationale de la RTBF. 

## Inculpation
A cinq heures du matin, le 5 juin 2008, Wahoub Fayoumi est arrêtée chez elle et inculpée de participation à une organisation terroriste. Trois autres personnes, comme elle, membres de Secours rouge, ont aussi été arrêtées ce jour-là.  Parmi celles-ci, Bertrand Sassoye ex-membre des CCC. En février 2007, des documents ont été saisis lors de l'arrestation de membres du Parti communiste politico-militaire (PCPM) italien dans lesquels des photos et des données anthropométriques auraient été retrouvées ce qui aurait pu permettre de créer de faux papiers. Le Parti communiste politico-militaire est accusé par la justice italienne d'avoir préparé des attentats. Depuis février 2007, Wahoub Fayoumi et les trois autres personnes arrêtées étaient placés sous écoute téléphonique.   
Le 26 juin 2008, Wahoub Fayoumi est libérée, le dossier ne contenant rien de probant justifiant la détention,.    
Le 19 avril 2012, la chambre du conseil a suivi la défense des quatre personnes inculpées et a ordonné un non-lieu pour les charges de participation à une organisation terroriste,. En février 2013, la chambre des mises en accusation de Bruxelles a décidé de renvoyer les quatre membres de Secours rouge devant le tribunal correctionnel.      
En novembre 2018, la chambre des mises en accusation constate que les faits sont prescrits. Il n'y aura donc pas de jugement sur le fond.      